# جميلة الثمر البيضاء
جميلة الثمر البيضاء (الاسم العلمي:Callicarpa candicans) هي نوع من النباتات يتبع جنس جميلة الثمر من الفصيلة الشفوية.